# Apollonia (Madytos)
Apollonia (griechisch Απολλωνία (f. sg.)) ist ein Ort in der Gemeinde Volvi in griechischen Region Zentralmakedonien. Er liegt etwa 1,6 Kilometer südlich des Volvi-Sees. Bis zum 14. Januar 1927 hieß der Ort Pazarouda (Παζαρούδα). Danach wurde er nach der antiken Stadt Apollonia Mygdoniorum in Apollonia umbenannt.

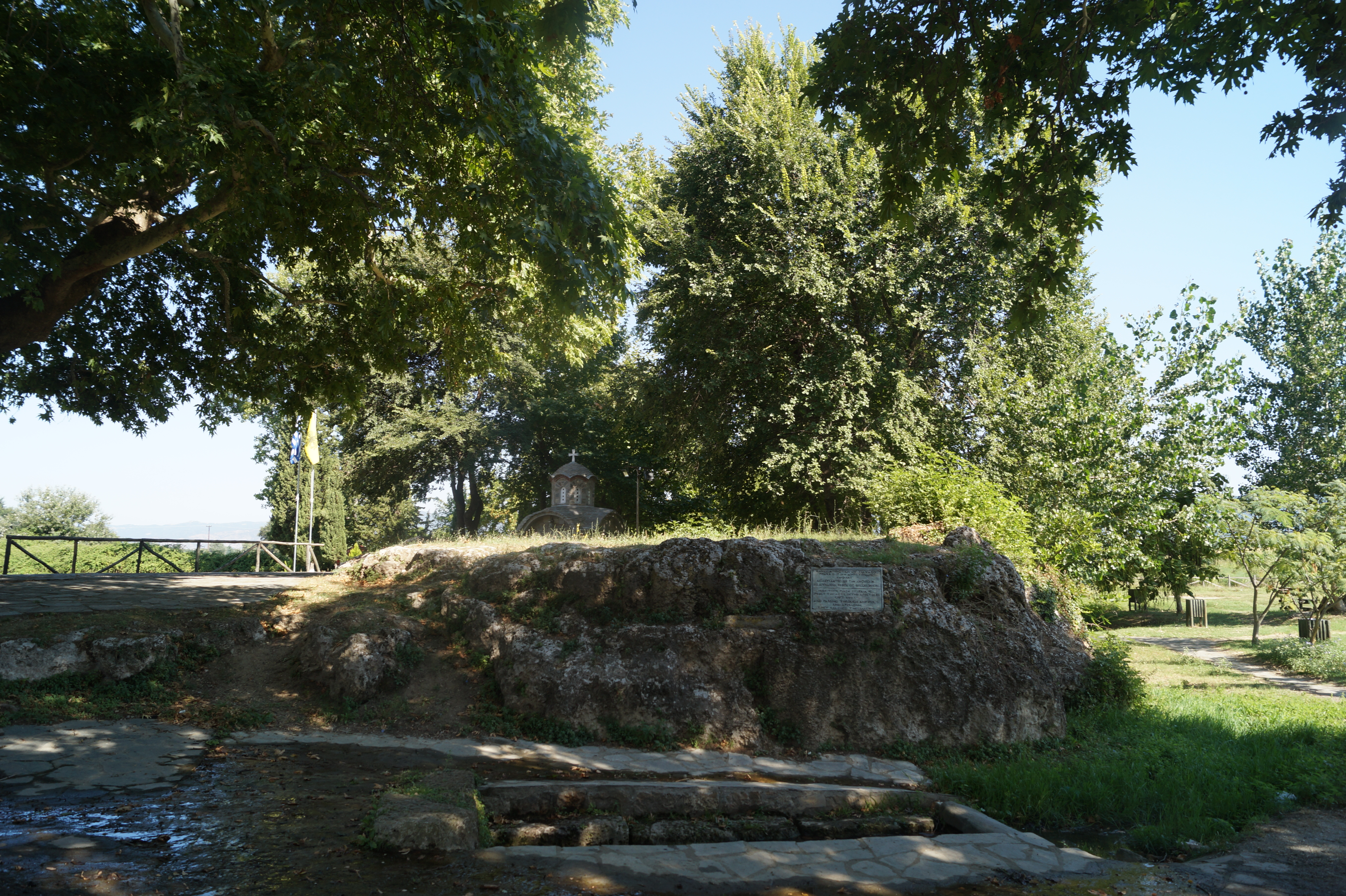
Bema-Felsen des Apostels Paulus

In römischer Zeit befand sich in Apollonia eine Station an der Via Egnatia. Der Apostel Paulus von Tarsus soll hier im Jahre 50 auf seiner zweiten Missionsreise vorbeigekommen sein. Er befand sich auf der Reise von Philippi nach Thessaloniki und wurde von Silas und Timotheus begleitet. Am nördlichen Ortsrand gibt es bei einer Quelle einen Felsen, auf dem Paulus zu den Bewohnern von Apollonia gesprochen haben soll. Eine immergrüne Platane, die unter Denkmalschutz steht, spendet dem Felsen Schatten. Direkt daneben steht eine kleine Kapelle, die dem Apostel geweiht wurde. Etwa 50 m nordwestlich steht die Kapelle der Agia Paraskevi.
40 Meter nordöstlich befindet sich ein Hammām aus der Zeit des Wesirs Sokollu Mehmed Pascha (1566–1575). Südlich davon steht ein osmanisches Haus. Nördlich des Ortes gibt es einen Wald, der als Teil des Nationalparks Koronia- und Volvi-See und Makedonischer Tempe seit 2004 unter Naturschutz steht.